# Crimson Skies
Crimson Skies est un univers uchronique dieselpunk d'avions à hélices et de dirigeables créé par Jordan Weisman et Dave McCoy, de la société FASA Corporation. Cet univers sert de base pour des livres, des jeux vidéo et un jeu de société aux États-Unis.

## L'univers
En 1919, la Prohibition divise les États-Unis et crée une vaste criminalité. Les États "secs" s'en prennent aux autres en les accusant d'en être responsables. Puis en 1929, la Grande Dépression entraîne une détérioration rapide des voies de communication et diverses révoltes locales contre le pouvoir des banques. Enfin une terrible épidémie pousse les États à se mettre en quarantaine pour échapper au désastre. En 1930, les fermiers du Midwest déclarent qu'ils ne paieront pas leurs dettes et défont l'armée fédérale envoyée contre eux.
Voyant que le gouvernement de Washington est plus une gêne qu'une aide, les États font sécession l'un après l'autre. Les États-Unis se fragmentent en une vingtaine de pays ou de fédérations unies dans la paranoïa et le nationalisme chauvin. Le Canada, dévasté par l'épidémie, suit bientôt. Les nations Navajo et Lakota se soulèvent et créent leurs propres États. La Californie devient l'État d'Hollywood, les États des Grands Lacs forment les États Industriels d'Amérique, le Sud-est reforme le Dixieland (sans le Texas et la Louisiane, etc. Le Mexique tente d'en profiter mais, défait à nouveau par le Texas, il risque de tomber dans le même marasme.
En 1937, année du jeu, l'Amérique du Nord a achevé de se désintégrer et les seules communications se font par des zeppelins. Les pirates de l'air du Colorado et d'autres régions sont une menace constante, sans parler des incidents de frontière entre les différentes nations. Pour protéger les routes aériennes et même tout simplement pour faire la guerre, chaque État se doit d'avoir une flotte aérienne efficace et conséquente. On joue donc les combats de ces armées d'un nouveau genre.

## Le jeu de figurines
Crimson Skies est tout d'abord paru sous la forme d'un jeu de société pour 2 joueurs où chaque joueur incarne un pilote et son coéquipier dans un avion de leur choix. Chaque avion dans le jeu a ses caractéristiques physiques propres et est représenté par un petit modèle en carton à monter. La société Ral Partha a édité des versions en métal à peindre de chacun des avions issus du jeu édité par FASA.
Lorsque la licence fut reprise par l'éditeur Wizkids, un nouveau jeu fut créé avec des mécaniques différentes, et des appareils en plastique furent vendus sous forme de boîtes de quatre, pré-peints et sans montage nécessaire. Quelques escadrilles :
- Hollywood Knights
- Broadway Bombers
- Black Swans
- Red Skull Legion
- Fortune Hunters…

Le jeu de Wizkids se présente sous la forme d'une belle boîte A4 à l'imitation d'une sacoche des années 1930. Elle contient diverses enveloppes à l'imitation des ordres de vol des aviateurs. On y trouve notamment les règles (avec des BD d'ambiance), des jetons, et divers récapitulatifs.
Le jeu lui-même est double. On peut d'une part jouer les combats aériens, et d'autre part les bagarres de bar que se livrent les pilotes (y compris à l'arme à feu).
Les pions de pilotes et d'avions utilisent le même système de base pivotante que Heroclix.

### Combats aériens
Pour combattre, chaque joueur achète des pilotes et des avions avec son budget (usuellement 200 points). Chaque pilote vole sur un seul type d'avion, mais il est bien différencié des autres, on ne verra donc pas deux Avenger avec les mêmes traits, par exemple. La plupart des valeurs portées sur la base comportent des symboles de couleur indiquant des avantages ou désavantages spéciaux.
On tire au sort l'initiative et chacun dispose ses avions sur un carré d'un mètre de côté. Puis chaque joueur choisit la vitesse initiale de ses avions. Cette vitesse donne l'initiative au tir, mais elle risque de gêner la visée et même d'endommager les avions si elle est excessive. On peut la varier d'un ou deux points par tour.
Les mouvements sont simultanés mais on les décide par ordre de vitesse décroissante. Chaque joueur pose devant ses avions des cartes de manœuvre face cachées, puis on révèle toutes les cartes et chacun exécute ses manœuvres. Pour ce faire, on pose devant l'avion de une à huit tuiles octogonales (autant que sa vitesse) qui lui tracent un chemin : droit s'il fonce, courbe s'il vire, etc. selon sa carte. On place alors l'avion au bout de son chemin (il peut y avoir collision s'il en touche un autre à ce moment). On passe ensuite aux avions qui sont à une vitesse inférieure, etc. Un avion qui tente d'aller plus vite que ne le permet son état risque de subir une fatigue excessive et de se disloquer en vol.
Les mouvements terminés, on tire. Un avion peut tirer devant lui à un certain nombre de tuiles de distance : si l'une d'elles touche sa cible, le tir est possible. Certains avions ont des mitrailleurs en tourelle. Le tir se fait avec un nombre variable de dés, suivant l'avion tireur, qui doivent dépasser une difficulté dépendant de la cible. Chaque dé qui touche oblige la cible à tourner sa base d'un cran, découvrant ainsi des traits de plus en plus diminués. Lorsque la base indique des impacts de balle, il ne reste plus au pilote qu'à sauter de son avion en flammes. Là encore un appareil endommagé risque des ennuis d'armement.
On peut fuir le combat. La victoire se détermine suivant le nombre d'appareils abattus, en fuite et survivants à la fin de la partie. Des campagnes sont possibles au cours desquelles les pilotes progressent.

## Les jeux vidéo
Plusieurs jeux vidéo se déroulant dans cet univers ont été développés par Microsoft :
- Crimson Skies : PC (2000) ;
- Crimson Skies: High Road to Revenge : Xbox  (2003).

Les avions sont modifiables pour choisir son rapport vitesse/blindage/armement.
Le 2e volet du jeu développé par une équipe totalement différente, tout en conservant l'univers et les personnages, tranche complètement par sa maniabilité : le 1er jeu sur PC était un jeu de pilotage de type aviation (très agréable au Joystick retour de force) alors que le 2e jeu opte pour un type très arcade purement orienté manette et est d'une difficulté de pilotage inférieure, console oblige.
À noter que ce jeu dispose de contenus téléchargeables sur le Live.